# Lucas Noguera Paz
Lucas Noguera Paz (San Miguel de Tucumán, 5 ottobre 1993) è un rugbista a 15 argentino, che gioca nel ruolo di pilone; al momento è svincolato.

## Biografia
Cresciuto nel Lince Rugby Club di Tucumán, Noguera Paz ereditò dal padre la passione per la disciplina sportiva e dalla madre quella per la medicina.
A differenza di molti suoi connazionali, Noguera Paz non passò al rugby professionistico anche successivamente al debutto internazionale (avvenuto nel 2014) per continuare gli studi in medicina.
La sua prima partita per l'Argentina maggiore risale al Sudamericano 2014 contro l'Uruguay; contemporaneamente fece parte della selezione dei Pampas XV che affrontò vari impegni tra Africa e Pacifico.
La sua prima grande ribalta internazionale fu il Championship 2014 in cui debuttò contro il Sudafrica a Pretoria.
A febbraio 2015 firmò con la Federazione argentina un contratto triennale che prevedeva anche l'impegno per la nascente franchise da schierare nel Super Rugby allargato a 18 squadre nel 2016 e che successivamente prese il nome di Jaguares.
Più avanti nella stagione fu convocato alla Coppa del Mondo di rugby 2015 in Inghilterra in cui i Pumas giunsero quarti.